# Listă de autostrăzi în Grecia
Aceasta este o listă a tuturor autostrăzilor grecești . 

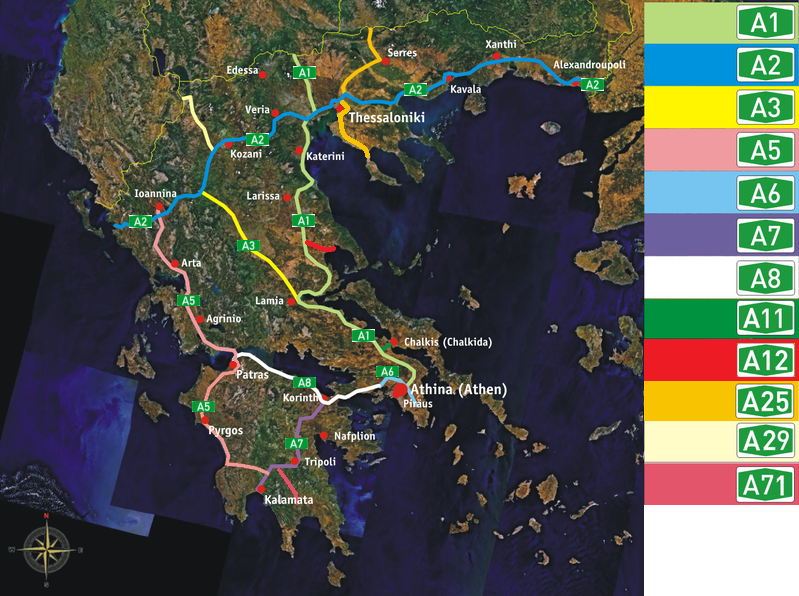
Traseele autostrăzilor din Grecia

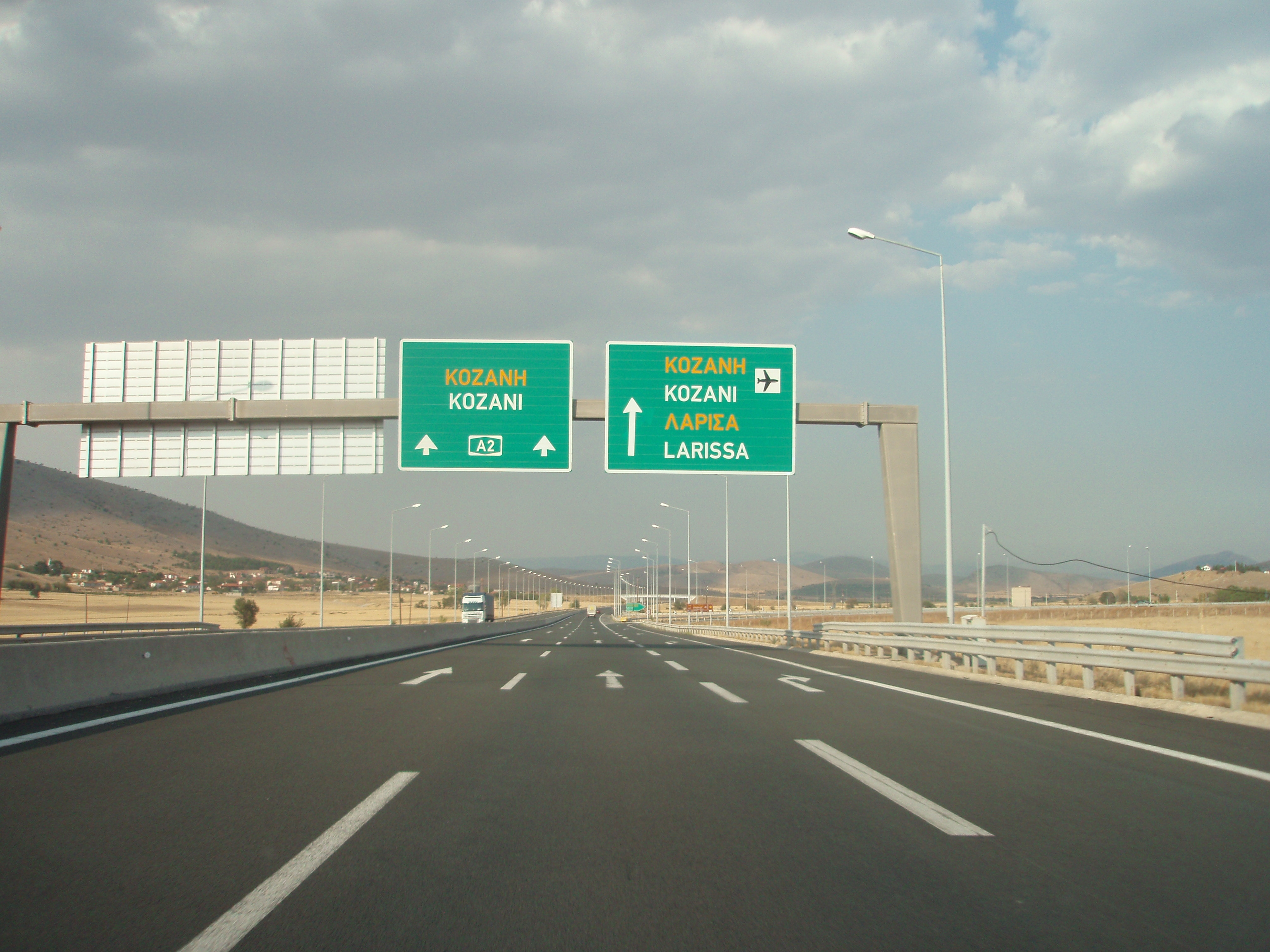
Autostrada 2 (Egnatia Odos). Semnalizare pentru ieșirea Kalamia (Kozani Sud).

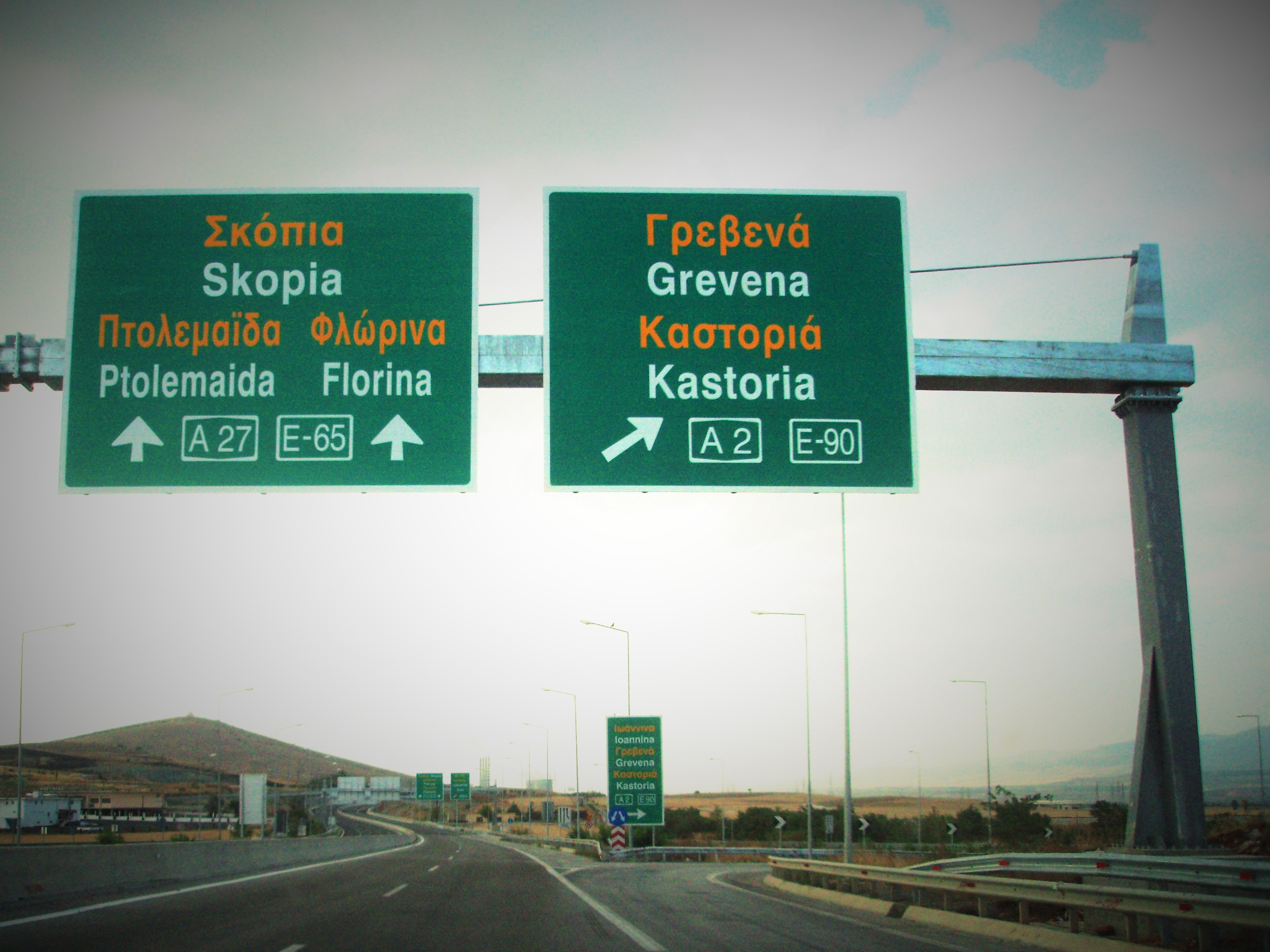
Autostrada A27. Indicație pentru intersecția autostrăzii Kozani-Nord (Autostrada A2).

## Definiție
Codul grec al traficului rutier (KOK) definește autostrăzile după cum urmează: 
„Autobahn: Straße spezieller Planungs- und Bauart für den Verkehr von Kraftfahrzeugen und Motorrädern, welche nicht die angrenzenden Grundstücke bedient und
a) je eine Richtungsfahrbahn für eine Fahrtrichtung, welche durch einen Mittelstreifen oder durch andere Mittel voneinander getrennt sind,
b) keine höhengleiche Kreuzung mit einer anderen Straße, einem anderen Weg, einer Eisenbahn- oder Straßenbahntrasse aufweist,
c) durch das Ministerium für Umwelt, Raumordnung und Öffentliche Bauten als Autobahn bestimmt ist und spezielle Beschilderungen für Autobahnen aufweist.”—Griechischer Straßenverkehrskodex (Κώδικας Οδικής Κυκλοφορίας - K.O.K), Kapitel A (Allgemeines, Definitionen), Paragraph 2, Absatz Autobahn (Aυτoκινητόδρoμoς}. Übersetzung Christaras A.

## Denumire
Denumirea greacă pentru autostradă este Aυτoκινητόδρoμoς (Aftokinitodromos).  Ca identificatori pentru autostrăzi sunt utilizate trei variante: 
- Nume - de ex.    B. Egnatia Οδός ( Egnatia Odos ) pentru Autostrada A2 sau Αυτοκινητόδρομος Μωρέας (Aftokinitodromos Moreas) pentru Autostrada A7
- Autostradă și număr - z. B.  Αυτοκινητόδρομος 2 (Aftokinitodromos 2) pentru Autostrada A2, Αυτοκινητόδρομος 7 (Aftokinitodromos 7)  pentru Autostrada A7
- Abreviere - z.  B. A2 pentru autostrada 2 (Aftokinitodromos 2, Egnatia Odos) sau A7 pentru autostrada 7 (Aftokinitodromos 7, Aftokinitodromos Moreas)

Prefixul "GR" în fața numărului de autostradă (z.  GR-A2) nu este o abreviere oficială.  Este (din nou) să o distingem de alte autostrăzi (z.  B. germana A2). 

## Istorie
Până la sfârșitul anilor 1950, în Grecia existau numai drumuri naționale. Pe parcursul traficului din ce în ce mai mare atât în țară, cât și prin tranzitarea drumurilor de persoane și mărfuri cu caracteristicile unei autostrăzi au fost clasificate ca atare. O definire și desemnare strictă a autostrăzilor din Grecia au avut loc abia la începutul secolului al XXi-lea. Century cu construirea Attiki Odos (A6) în Atena și zona înconjurătoare și construirea Egnatia Odos (A2) în nordul Greciei. 
Sfârșitul zilei de 20 și începutul celui de-al 21-lea Autostrăzile au fost cofinanțate de Uniunea Europeană ca infrastructură în contextul rețelelor transeuropene de transport. În ce măsură criza financiară și datoriile grecești împiedică sau modifică programul de construcție este neclară. Proiectele precum A14 de la Lamia via Karpenisi la Agrinio / Angelokastro nu s-au apropiat mai mult datorită costurilor ridicate de construcție datorate topografiei montane (Munții Pindos și Agrafa). 
Cel mai bine recunoscut este o autostradă greacă la semnalizare. În timp ce până la introducerea autostrăzilor, toate semnele de pe străzile grecești aveau litere albe și litere galbene (nume grecești) pe un fundal albastru, autostrăzile aveau litere albe și litere galbene (nume grecești) pe un fundal verde.

## Semnalizare

Semnalul de circulație PI-27: începerea unei autostrăzi în Grecia

Autostrada a fost definită într-un cod tehnic al Secretariatului Central pentru Lucrări Publice al Ministerului Mediului, Planificării și Lucrărilor Publice din 2003.   Semnalizarea specificată în această politică este foarte asemănătoare semnalizării pe autostrăzile germane.  În consecință, fontul utilizat în fontul de semnalizare DIN 1451 în litere latine și grecești.  Are până la sfârșitul anului 20.  Centura folosit font înlocuiește Transport Marea Britanie.  Autostrăzile grecești sunt marcate cu culoarea verde, aceasta este delimitarea față de culoarea albastră folosită pe autostrăzi. 
Datorită finalizării secțiunilor de autostradă înainte de reglementarea legală sau administrativă a semnalizărilor pe autostrăzile grecești sunt semne cu un font diferit (z.  Arial sau Helvetica ). 

## Numerotarea și clasificarea
Numerotarea se bazează pe numerotarea drumurilor naționale grecești.  A fost stabilit în 2009 de Ministerul Mediului, Planificării Regionale și Lucrărilor Publice.   Decisiv pentru numerotare este clasificarea rutelor sau  Traseele în gradiente orizontale (est-vest) și vertical (nord-sud).  Traseele trebuie înțelese aproximativ, deoarece autostrăzile cu cursuri de la sud-vest la nord-est (exemplu: A7 în Peloponez) sunt atribuite uneia dintre aceste două categorii. 
- Tipurile de autostrăzi numerotate în mod ciudat merg de la nord la sud (sau invers).
- Chiar și autostrăzile numerotate merg de la vest la est (sau invers).
- Autostrăzile de mare viteză (principalele axe de circulație) sunt numerotate cu o singură cifră (de la A1 la A9)
- Autostrăzile interstatale sunt numerotate în două cifre (A10-A99)
- Autostrăzile cu lungimea liniilor mici sunt numerotate în trei cifre (A100 - A999)
- Autostrăzile numerotate cu două sau trei cifre sunt numerotate în funcție de relația lor cu autostrăzile numerotate cu o singură cifră sau cu două cifre, precum și cu amplasarea acestora în zone metropolitane.

Din aceste reguli urmează exemplul Egnatia Odos (A2) din nordul Greciei (conexiune mare est-vest) 
- Toate intersecțiile și autostrăzile spre Egnatia Odos (A2) sunt numerotate A20-A29 
  - Autostrada Ieropigi (granița albaneză) - Kastoria - Siatista (A2) primește numărul A29
  - Autostrada Ptolemaida - Kozani (A2) primește numărul A27
  - Autostrada Promachonas (frontiera bulgară) - Serres - Langadas (A2) primește numărul A25
  - Autostrada Salonic (A2) - Nea Moudania - Kassandra primește și numărul A25 (continuarea autostrăzii Promachonas - Serres - Langadas)
  - Autostrada planificată (drumul național de astăzi 14) Kavala (A2) - Nea Zichni - Serres (A25) primește numărul A22
  - Autostrada planificată (drumul național de astăzi 53) Komotini (A2) - Nymfea (frontiera bulgară) primește numărul A23
  - Autostrada planificată (drumul național de astăzi 51) Ardanio (A2) - Soufli - Didymoticho - Orestiada - Ormenio (frontiera bulgară) primește numărul A21
  - Planificatorul de autostrăzi planificat de la A2 la Alexandroupolis primește numărul A20

Pe secțiuni mai mici, două autostrăzi pot utiliza același traseu de autostradă: A1 are o rută comună cu A2 în secțiunea Klidi - Axios din nordul Greciei.  Pentru A25 este, de asemenea, o rută comună cu A2 furnizat în intersecția de autostradă zonă Langadas - joncțiune autostrada Efkarpia / Titan. 
O deviere de la sistemul ilustrat apare pentru insula Creta: axa principală de circulație (actuala ruta națională 90) urmează să primească după expansiunea sa la autostradă nu o singură cifră, ci o numerotare din două cifre (A90).  Numărul A9 ar fi disponibil, cu condiția ca ocolirea din Patras, definită prin numerotarea din ianuarie 2008, să fie considerată o continuare a A5. 
Odată cu codificarea numerelor de autostrăzi din ianuarie 2008, ambiguitățile au fost eliminate.  În lucrările de hărți, de exemplu, s-a dat calea de autostradă din Salonic, prin Nea Moudania, spre Kassandra, cu numărul A67, urmând drumul național analog 67.  Această rută a fost desemnată ca A25 din ianuarie 2008.  Un exemplu similar se referă la traseul de autostradă dintre joncțiunea autostrăzii Velestino (A1) și orașul Volos: traseul A12 desemnat se bazează pe ruta națională 6 care funcționează ca A6 sau A30 (cu referire la drumul național 30 de sud).  Numărul A6 a fost acordat pentru autostrada Attiki Odos din Atena.  Numărul A30 nu este atribuit niciunei rute existente sau planificate în ianuarie 2008. 
Etichetele de numerotare corespund plăcilor de identificare ale autostrăzii din Germania: se utilizează culoarea verde în locul culorii de fundal albastru.  În plus, designul etichetelor de numerotare este în prezent inconsistent.  De exemplu, în timp ce autostrada 8 este marcată cu un număr fără A de pe ocolul de la Patras, autostrada 2 este semnalizată cu un număr și un precedent A.  Reglementările tehnice care au intrat în vigoare în 2003 prescriu un A în fața numărului de autostradă. 
Pentru aglomerările urbane au fost stabilite următoarele numere de autostradă: 
- Atena și Piraeus (Attica) - A61-A69, A610-A699
- Heraklion (Creta) - A991 până la A999
- Patras (Peloponez) - A581 până la A589
- Lamia (Grecia Centrală) - A131-A139
- Larisa (Grecia Centrală) - A141-A149
- Salonic (Macedonia Centrală) - A121-A129
- Ioannina (Epirus) - A521 până la A529

Potrivit statutului publicat în prezent, nu este prevăzută desemnarea unei autostrăzi pentru cele două mari insule din Corfu  și Rhodos.

## Lista autostrăzilor
| Nr.          | Drum European                     | Din (Nord în Vest)            | Din (Sud în Est)                                     | Via | Länge      |
| ------------ | --------------------------------- | ----------------------------- | ---------------------------------------------------- | --- | ---------- |
| Format:RSIGN | Format:RSIGN                      | MK / Evzoni                   | Athen / Format:RSIGN                                 | Axios − Katerini − Larisa − Velestino − Lamia − Thiva − Atalanti                                                                                           | ca. 550 km |
| Format:RSIGN | Format:RSIGN                      | Igoumenitsa                   | Kipi / TR                                            | Ioannina − Metsovo − Grevena − Siatista − Kozani − Veria − Klidi − Axios − Thessaloniki − Langadas – Kavala – Xanthi – Komotini – Alexandroupoli − Ardanio | ca. 670 km |
| Format:RSIGN | Format:RSIGN                      | Kallithea / Format:RSIGN      | Anthili / Format:RSIGN                               | Kalambaka – Trikala – Karditsa − Lamia | ca. 175 km |
| Format:RSIGN | Format:RSIGN                      | Trikala / Format:RSIGN        | Larisa / Format:RSIGN                                | Farkadona − Gonni |            |
| Format:RSIGN | Format:RSIGN                      | Ioannina / Format:RSIGN       | Rio / Format:RSIGN                                   | Filippiada − Arta − Amfilochia − Agrinio − Angelokastro − Mesolongi − Rio-Andirrio-Brücke − Rio − Patras (Umfahrung)                                       | ca. 196 km |
| Format:RSIGN | Format:RSIGN                      | Elefsina / Format:RSIGN       | Spata / Format:RSIGN                                 | Marousi − Metamorfosi − Glyka Nera | ca. 65 km  |
| Format:RSIGN | Format:RSIGN                      | Korinth / Format:RSIGN        | Kalamata                                             | Nestani − Tripoli − Megalopoli − Tsakona | ca. 150 km |
| Format:RSIGN | Format:RSIGN                      | Patras / Format:RSIGN         | Athen                                                | Rio − Egio − Korinth − Megara − Elefsina | ca. 215 km |
| Format:RSIGN | Schimatari / Format:RSIGN         | Chalkida                      | ca. 11 km                                            | |            |
| Format:RSIGN | BG / Nymfea                       | Komotini / Format:RSIGN       | ca. 50 km                                            | |            |
| Format:RSIGN | Format:RSIGN                      | BG / Promachonas              | Kallithea                                            | Serres − Thessaloniki − Format:RSIGN Thessaloniki − Kato Scholari − Nea Kallikratia − Nea Moudania                                                         | ca. 200 km |
| Format:RSIGN | Format:RSIGN                      | MK / Niki                     | Kozani / Format:RSIGN                                | Florina − Amyndeo − Ptolemaida | ca. 100 km |
| Format:RSIGN | Format:RSIGN                      | AL / Krystallopigi            | Siatista / Format:RSIGN                              | Koromilia − Kastoria − Neapoli − Mikrokastro | ca. 75 km  |
| Format:RSIGN | Preveza                           | Amfilochia / Format:RSIGN     | Aktio-Vonitsa                                        | ca. 50 km |            |
| Format:RSIGN | Format:RSIGN                      | Rafina                        | Athen / Format:RSIGN                                 | |            |
| Format:RSIGN | Format:RSIGN Athen / Format:RSIGN | Format:RSIGN Athen (Terminal) | ca. 4 km                                             | |            |
| Format:RSIGN | Athen–Katechaki                   | Athen–Pallini                 | Athen–Dimokritos − Athen–Leondario                   | ca. 20 km |            |
| Format:RSIGN | Egaleo / Format:RSIGN             | Aspropyrgos / Format:RSIGN    | ca. 5 km                                             | |            |
| Format:RSIGN | Format:RSIGN                      | Megalopoli / Format:RSIGN     | Sparta                                               | Pellana | ca. 100 km |
| Format:RSIGN | Format:RSIGN                      | Kastelli                      | Sitia                                                | Chania − Souda − Rethymno − Iraklio − Malia − Chersonisso − Agios Nikolaos − Pachia Ammos                                                                  | ca. 200 km |
| A121         | Kalochori / Format:RSIGN          | Efkarpia / Format:RSIGN       | Westlicher Abschnitt des Inneren Rings, Thessaloniki | |            |
| A123         | Kalamaria / Format:RSIGN          | Ethnikis Antistaseos          | Südlicher Zubringer Thessaloniki                     | |            |
| A141         | Format:RSIGN                      | Viokarpet                     | Südlicher Zubringer Larissa                          | |            |
| Format:RSIGN | Glafkos / Format:RSIGN            | Hafen von Patras              | Innerstädtische Stichstraße zum Hafen von Patras     | |            |
| Format:RSIGN | Athen–Doukissis / Format:RSIGN    | Agia Paraskevi / Format:RSIGN | Querspange Attiki Odos − Hymettos-Ring in Athen      | |            |

## Link - uri web
- Pagina de start a companiei de construcție și exploatare a autostrăzii 2
- Pagina principală a companiei de construcție și exploatare a Autostrăzii 5, secțiunea Peloponez (denumire învechită A9)
- Site despre autostrăzile și infrastructura din Grecia Arhivat în 4 martie 2012, la Wayback Machine.